# Coloburella simplex
Coloburella simplex är en urinsektsart som först beskrevs av Denis 1929.  Coloburella simplex ingår i släktet Coloburella och familjen Isotomidae. Inga underarter finns listade i Catalogue of Life.